# كيم سي جونغ (ممثلة)
كيم سي جونغ (هانغل:김세정؛ من مواليد 28 أغسطس 1996)؛ هي مغنية وممثلة كورية جنوبية من وكالة جليفيش إنترتينمنت. معروفة باسم سي جيونغ، كانت في فرقه I.O.I والفرقة الفرعية جوجودان سي مي نا. والان هي فنانة منفردة وممثلة. اشتهرت بأدوارها الرئيسية في مسلسل المدرسة 2017 وإشاعة رائعة واقتراح عمل بالإضافة إلى برنامج "المذنب" المتنوع على نتفليكس.

## النشأة والتعليم
ولدت سي جونغ في غيمجي، مقاطعة شمال جولا، لكنها انتقلت إلى انيانغ، غيونغي حيث أقامت مع والدتها وشقيقها الأكبر في منزل خالتها، انفصل والداها عندما كانت طفلة، تاركين والدتها لتربيتها هي وشقيقها بمفردها، وقد ذكرت سابقاً أنها لم تتصل بوالدها حتى السنة الثالثة من المدرسة الإعدادية. درست سي جيونغ الموسيقى العملية في جامعة هانيانغ النسائية.

## ديسكغرفي
| عنوان | تفاصيل                                                                                      | الرسم البياني | المبيعات        |
| عنوان | تفاصيل                                                                                      | كوريا 🇰🇷      | المبيعات        |
| ----- | ------------------------------------------------------------------------------------------- | ------------- | --------------- |
| Plant | - تاريخ: 17 مارس 2020 - الوكالة: جليفيش إنترتينمنت - التنسيقات: قرص مضغوط، تنزيل رقمي، تدفق | 4             | - كوريا: 10,174 |
| I'm   | - تاريخ: 29 مارس 2021 - الوكالة: جليفيش إنترتينمنت - التنسيقات: قرص مضغوط، تنزيل رقمي، تدفق | 19            | - كوريا: 7,664  |

اغاني منفردة:
| عنوان                                                                 | عام         | الرسم البياني | مبيعات                     | البوم                                                      |             |
| عنوان                                                                 | عام         | كوريا         | مبيعات                     | البوم                                                      |             |
| كفنان رئيسي                                                           | كفنان رئيسي | كفنان رئيسي   | كفنان رئيسي                | كفنان رئيسي                                                | كفنان رئيسي |
| --------------------------------------------------------------------- | ----------- | ------------- | -------------------------- | ---------------------------------------------------------- | ----------- |
| "Flower Way" (꽃길) (Prod. by Zico of Block B)                        | 2016        | 2             | - كوريا: 976,110 - 976,110 | فردي                                                       |             |
| "Tunnel" (터널)                                                       | 2019        | 121           | غير متاح                   | فردي                                                       |             |
| "Plant" (화분)                                                        | 2020        | 82            | غير متاح                   |                                                            |             |
| "Whale"                                                               | 2020        | 114           | غير متاح                   | فردي                                                       |             |
| "Warning" (featuring Lil Boi)                                         | 2021        | 98            |                            |                                                            |             |
| "Baby I Love U"                                                       | 2021        | 179           |                            | فردي                                                       |             |
| تعاون                                                                 |             |               |                            |                                                            |             |
| "I Like You, I Don't" (좋아한다 안 한다) (with Lee Tae-il of Block B) | 2017        | 8             | - كوريا: 100,233           | فردي                                                       |             |
| "Star Blossom" (with Doyoung of NCT)                                  | 2017        | —             | - كوريا: 20,782            | فردي                                                       |             |
| "We, the Reds" (우리는 하나) (with LEO of VIXX)                       | 2018        | —             | غير متاح                   | 2018 ألبوم الهتاف للمنتخب الوطني لكرة القدم "We، the Reds" |             |
| الموسيقى التصويرية                                                    |             |               |                            |                                                            |             |
| "If Only" (만에 하나)                                                 | 2017        | 53            | كوريا: - KOR: 68,848       | أسطورة البحر الأزرق اوست رقم 10                            |             |
| "Lover" (정인 (情人))                                                 | 2018        | 89            | غير متاح                   | السيد المشرق اوست رقم 13                                   |             |
| "All of My Days" (나의 모든 날)                                       | 2020        | 50            | غير متاح                   | هبوط طارئ للحب اوست رقم 8                                  |             |
| "What My Heart Says" (내 마음이 그렇대)                               | 2020        | __            | غ/م                        | ذكريات الشباب اوست رقم 9                                   |             |
| "Meet Again" (재회 (再會))                                            | 2020        | 147           | غ/م                        | إشاعة رائعة اوست 2                                         |             |

## فيلموغرافيا

### مسلسلات تلفزيونية
| عام     | عنوان                     | الاسم الاصلي         | الدور             | قناة البث  | ملحوظة     |
| ------- | ------------------------- | -------------------- | ----------------- | ---------- | ---------- |
| 2016    | صوت قلبك                  | 마음의 소리          | الجار في شقة. 205 | نيفير TV   | ظهور خاص   |
| 2017    | المدرسة 2017              | 학교 2017            | را ايون هو        | كي بي إس   |            |
| 2019    | أريد سماع أغنيتك          | 너의 노래를 들려줘   | هونغ يي يونغ      | كي بي إس 2 |            |
| 2020–21 | إشاعة رائعة               | 경이로운 소문        | دو ها نا          | او سي إن   | الموسم 1-2 |
| 2022    | اقتراح عمل                | 사내 맞선            | شين ها ري         | إس بي اس   |            |
| 2022    | ويب تون اليوم             | 오늘의 웹툰          | أون ما ايوم       | إس بي اس   |            |
| 2024    | تخمير الحب                | 취하는 로맨스        | تشاي يونج جو      | إي إن أ    |            |
| 2025    | القمر يتدفق عبر هذا النهر | 이강에는 달이 흐른다 | بارك دال-اي       | إم بي سي   |            |

## أعمال خيرية
في 8 مارس 2022، تبرعت كيم بـ 10 مليون وون لجمعية هوب بريدج للإغاثة من الكوارث، كمساعدات لضحايا حرائق الغابات الهائلة التي بدأت في منطقة يولجين، جيونغ بوك وامتدت إلى منطقة سامتشوك، جانغ وون.
في 31 مارس 2022، تبرع كيم بـ10 ملايين ين إلى «ثمرة الحب»، صندوق المجتمع الكوري لمساعدة لاجئي الحرب من أوكرانيا.

## لقاء المعجبين
| عنوان                                                      | تاريخ          | المدينة | الدولة         | المكان | الأغنية المؤداة                                                | مراجع  |
| ---------------------------------------------------------- | -------------- | ------- | -------------- | ------ | -------------------------------------------------------------- | ------ |
| لقاء كيم سي جونغ الأول للمعجبين "يوميات سي جيونغ العالمية" | 23 أبريل، 2022 | سيئول   | كوريا الجنوبية | كافكون | "طريق الزهرة" "مصنع" "نفق" "حوت" "خط السماء" لنذهب إلى المنزل" | [ 19 ] |

## مسرحيات موسيقية
| العام | العنوان                        | العنوان                              | الدور    | ملاحظة          | المرجع        |
| العام | بالانجليزي                     | بالكوري                              | الدور    | ملاحظة          | المرجع        |
| ----- | ------------------------------ | ------------------------------------ | -------- | --------------- | ------------- |
| 2020  | Return: The Promise of the Day | 6·25전쟁 70주년 육군 창작뮤지컬 귀환 | هاي سونغ | اول ظهور مسرحي  | [ 20 ] [ 21 ] |
| 2021  | Red Book                       | 레드북                               | آنا      | البطلة الرئيسية | [ 22 ]        |

## الجوائز والترشيحات
| قائمة الجوائز والترشيحات | قائمة الجوائز والترشيحات                           | قائمة الجوائز والترشيحات          | قائمة الجوائز والترشيحات                    | قائمة الجوائز والترشيحات | قائمة الجوائز والترشيحات |
| السنة                    | الجائزة                                            | الفئة                             | عن عمل                                      | النتيجة                  | م.                       |
| ------------------------ | -------------------------------------------------- | --------------------------------- | ------------------------------------------- | ------------------------ | ------------------------ |
| 2016                     | جوائز KBS الترفيهية الخامسة عشر                    | مبتدئ /متنوعة                     | مواهب للبيع                                 | رُشِّح                      |                          |
| 2017                     | جوائز الدراما الكورية العاشرة                      | أفضل ممثلة جديدة (تلفزيون)        | المدرسة 2017                                | رُشِّح                      |                          |
| 2017                     | 1st جوائز سيول                                     | أفضل ممثلة جديدة (دراما)          | المدرسة 2017                                | رُشِّح                      | [ 23 ]                   |
| 2017                     | 1st جوائز سيول                                     | جائزة الشعبية، ممثلة              | —                                           | فوز                      | [ 24 ]                   |
| 2017                     | جوائز فنان آسيا الثانية                            | جائزة الشعبية، ممثلة              | —                                           | رُشِّح                      |                          |
| 2017                     | 2017 جوائز Mnet الآسيوية للموسيقى                  | أفضل أداء صوتي (أنثى منفرد)       | "طريق الزهرة"                               | رُشِّح                      |                          |
| 2017                     | 2017 جوائز Mnet الآسيوية للموسيقى                  | Qoo10 أغنية العام                 | "طريق الزهرة"                               | رُشِّح                      |                          |
| 2017                     | 9th Melon جوائز الموسيقى                           | أفضل 10 فنانين                    | —                                           | رُشِّح                      | [ 25 ]                   |
| 2017                     | 9th Melon جوائز الموسيقى                           | جائزة / اتجاه ساخن                | "طريق الزهرة"                               | رُشِّح                      |                          |
| 2017                     | 9th Melon جوائز الموسيقى                           | جائزة / اتجاه ساخن                | "أنا معجب بك، أنا لا" (مع Taeil من Block B) | رُشِّح                      |                          |
| 2017                     | حفل توزيع جوائز SBS الحادي عشر                     | جائزة أفضل تحدي                   | قانون الغابة في سومطرة                      | فوز                      | [ 26 ]                   |
| 2017                     | 31st KBS جوائز الدراما                             | أفضل ممثلة جديدة                  | المدرسة 2017                                | فوز                      | [ 27 ]                   |
| 2017                     | 31st KBS جوائز الدراما                             | جائزة مستخدمى الانترنت            | المدرسة 2017                                | رُشِّح                      |                          |
| 2018                     | جوائز بايكسانغ للفنون                              | أفضل ممثلة جديدة (تلفزيون)        | المدرسة 2017                                | رُشِّح                      | [ 28 ]                   |
| 2019                     | جوائز العلامة التجارية الأولى في كوريا الثامنة عشر | جائزة أنثى محبوبة /جوائز ممثل     | —                                           | فوز                      |                          |
| 2019                     | الثلاثة والثلاثون KBS جوائز الدراما                | جائزة التميز، ممثلة في مسلسل قصير | أريد سماع أغنيتك                            | رُشِّح                      |                          |
| 2019                     | الثلاثة والثلاثون KBS جوائز الدراما                | جائزة أفضل ثنائي (مع يون وو جين)  | أريد سماع أغنيتك                            | رُشِّح                      |                          |
| 2019                     | الثلاثة والثلاثون KBS جوائز الدراما                | جائزة KBS -دراما نجمة هاليو       | —                                           | فوز                      | [ 29 ]                   |
| 2020                     | 2020 جوائز ولاء المستهلك للعلامة التجارية          | أفضل أنثى /جوائز ايدول            | —                                           | رُشِّح                      | [ 30 ]                   |

## روابط خارجي
كيم سي جونغ على موقع IMDb (الإنجليزية)
- كيم سي جونغ على موقع ألو سيني (الفرنسية)
- كيم سي جونغ على موقع ميوزك برينز (الإنجليزية)
- كيم سي جونغ على موقع ديسكوغز (الإنجليزية)
- كيم سي جونغ على موقع قاعدة بيانات الفيلم (الإنجليزية)
- كيم سي جونغ على موقع كينوبويسك (الروسية)